# GNU Guile
GNU Guile è un interprete per il linguaggio Scheme distribuito nella forma di libreria, con lo scopo di facilitare l'embedding di questo linguaggio nelle applicazioni GNOME.
Guile gode di una ricca serie di estensioni e librerie per accedere oltre che a GNOME/GTK+ anche a TCP/IP, database SQL, e molte altre componenti fondamentali e non.

## Origine e scopo
Guile è un interprete Scheme creato come parte del progetto GNU, con l'intento di permettere l'estensione/scripting di altre applicazioni. Guile è nato come risultato di un'accesa discussione (più tardi nota come la guerra di Tcl) iniziata da Richard Stallman, in cui questi affermava che Tcl non era abbastanza potente per la realizzazione di script all'interno di un'applicazione, e presentava Scheme come il linguaggio preferito per l'estensione delle applicazioni GNU. Visto che un interprete Scheme adatto non esisteva ancora, Guile è stato creato assemblando diverso materiale esistente.
Uno degli scopi iniziali di Guile era di permettere la traduzione di altri linguaggi in Scheme, in modo da fornire un ambiente di esecuzione indipendente dal linguaggio. Questo scopo non è mai stato raggiunto, nonostante qualche tentativo sia stato fatto (una sintassi simile al C, una traduzione di elisp, un convertitore Tcl e persino qualcosa di rozzamente simile al linguaggio Logo).
Alcuni programmi che usano Guile sono MEEP e GNU Texmacs.